# Epophthalmia
Epophthalmia – rodzaj ważek z rodziny Macromiidae.

## Podział systematyczny
Do rodzaju Epophthalmia należą następujące gatunki:
- Epophthalmia australis Hagen, 1867
- Epophthalmia elegans (Brauer, 1865)
- Epophthalmia frontalis Selys, 1871
- Epophthalmia vittata Burmeister, 1839
- Epophthalmia vittigera (Rambur, 1842)